# Josefstadt (Wien)
Josefstadt ( [ˈjoːzɛfˌʃtat] ?) er den 8. af Wiens 23 bydele (bezirke).

## Politik
Josefstadt er traditionelt en borgerligt præget bydel. Efter 2. verdenskrig og indtil 2005 var ÖVP partiet med flest stemmer og kunne efter hvert valg iklæde sig borgmesterposten. På grund af de Grønnes gode valgresultater op gennem 1980'erne samt tilkomsten af de Liberale i 1996 tabte både ÖVP og SPÖ. FPÖ spillede aldrig nogen større rolle i bydelen, og derfor oprettedes i 1991 en borgerliste kaldet Bürgerforum Josefstadt, hvilken mellem 1991 og 2001 havde 7-8,3% af stemmerne. Ved valget 2001 vandt de Grønne stærkt frem. ÖVP kunne nu knapt holde de Grønne og SPÖ bag sig og med denne trussel mod sit overherredømme slog de sig sammen med borgerlisten og dannede Liste PRO Josefstadt.
48°12′40″N 16°20′53″Ø / 48.211°N 16.348°Ø